# Ducati 750 SS
La Ducati 750 SS è un modello di motocicletta prodotto dalla casa bolognese Ducati dal 1973 al 1977.

## Il contesto
Il prestigio sportivo della Ducati, fino agli anni sessanta limitato alle piccole cilindrate, ottenne un consistente incremento dopo la storica doppietta di Paul Smart e Bruno Spaggiari in sella alle "750 Sport Competizione" con distribuzione desmodromica, derivate dalla "750 Sport", nella prima edizione delle 200 miglia di Imola del 1972, gara riservata alle maximoto derivate di serie.

## Storia
In seguito a questa storica vittoria alla casa venne richiesta la messa in commercio di una replica stradale delle moto vincitrici.
Ciò nonostante il primo, ridotto, lotto di Ducati SS 750 venne prodotto solo nel 1973, mentre fu numericamente più consistente la produzione del 1974. 
Al momento della sua uscita l'SS 750 era la moto più rara e ricercata in vendita, dotata di prestazioni ai vertici, freni, componentistica da corsa e motore elaborato dalla stessa Ducati.

## Descrizione
Il motore derivava da quello della GT 750 e non dalla 750 Sport e fu l'unico motore "carter tondi" a montare testate desmodromiche, l'albero motore montava bielle lavorate alla macchina utensile con due nervature di rinforzo attorno alla testa. I pistoni erano gli stessi della 750 Sport mentre i carburatori erano Dell'Orto PHM da 40 mm. Le valvole avevano le stesse dimensioni della GT e dei monocilindrici e i bilancieri erano lucidati. 
Il Telaio derivava dal 750 Sport 'telaio stretto' ma con forcella a perno centrale e ruota anteriore da 18". Il serbatoio sagomato da 20 litri rispecchiava, insieme al codino e la semicarena, la linea delle moto vincitrici a Imola. La colorazione era bicolore azzurro/argento.
Proprio questa livrea, 33 anni dopo la storica vittoria alla 200 miglia della Ducati 750, è stata ripresa sulla Ducati 749 del team Caracchi in occasione della gara di Imola nel Mondiale Supersport 2005. Il pilota Gianluca Nannelli è riuscito nell'impresa di salire sul gradino più alto del podio, rievocando nel migliore dei modi la vittoria di Paul Smart sulla stessa pista nel '72.

## La produzione

### I prototipi
Si conoscono tre prototipi pre-serie, il primo dei quali fu presentato alla mostra "Torino Esposizioni" nel marzo 1973, dotato di carter motore verniciati in nero e supporti dei freni anteriori con 18 fori. Il secondo prototipo è caratterizzato dai supporto freni anteriori a 18 fori e dai carter lucidi, mentre il terzo monta i supporti con 6 aperture, come per la serie, ma con i carter neri e forcella con perno avanzato. Il prototipo intermedio aveva altre diversità, come la pinza del freno posteriore posizionata in basso, strumentazione dotata di voltmetro, telaietto aggiuntivo per il cupolino e striscia semi-trasparente sul serbatoio larga e graduata. 
Si ritiene che almeno due dei prototipi rientrino nella numerazione telaistica della 1ª serie.

### Le serie
In tutto sono usciti 1.210 esemplari di "750 SS" dalla fabbrica di Borgo Panigale, in tre serie successive, così suddivisi e riconoscibili:
- 1ª serie (1973-1974) 450 esemplari con numeri di telaio compresi tra 75001 e 75450

È l'unica serie dotata del motore detto "carter tondo", per via dei coperchi laterali del motore di forma tondeggiante. La verniciatura è bicolore con sovrastrutture di colore grigio e telaio verde-azzurro, ripreso dalla parte inferiore del cupolino. Come per gli esemplari da competizione, il serbatoio in vetroresina reca su entrambe le fiancate una striscia verticale semi-trasparente che indica visivamente il livello di carburante.
- 2ª serie (1975) 250 esemplari con numeri di telaio compresi tra 75451 e 75700

Il motore è a carter squadrati e la verniciatura è grigia con una fascia blu scuro che si estende su cupolino, serbatoio e codino. Il serbatoio è privo della striscia semi-trasparente.

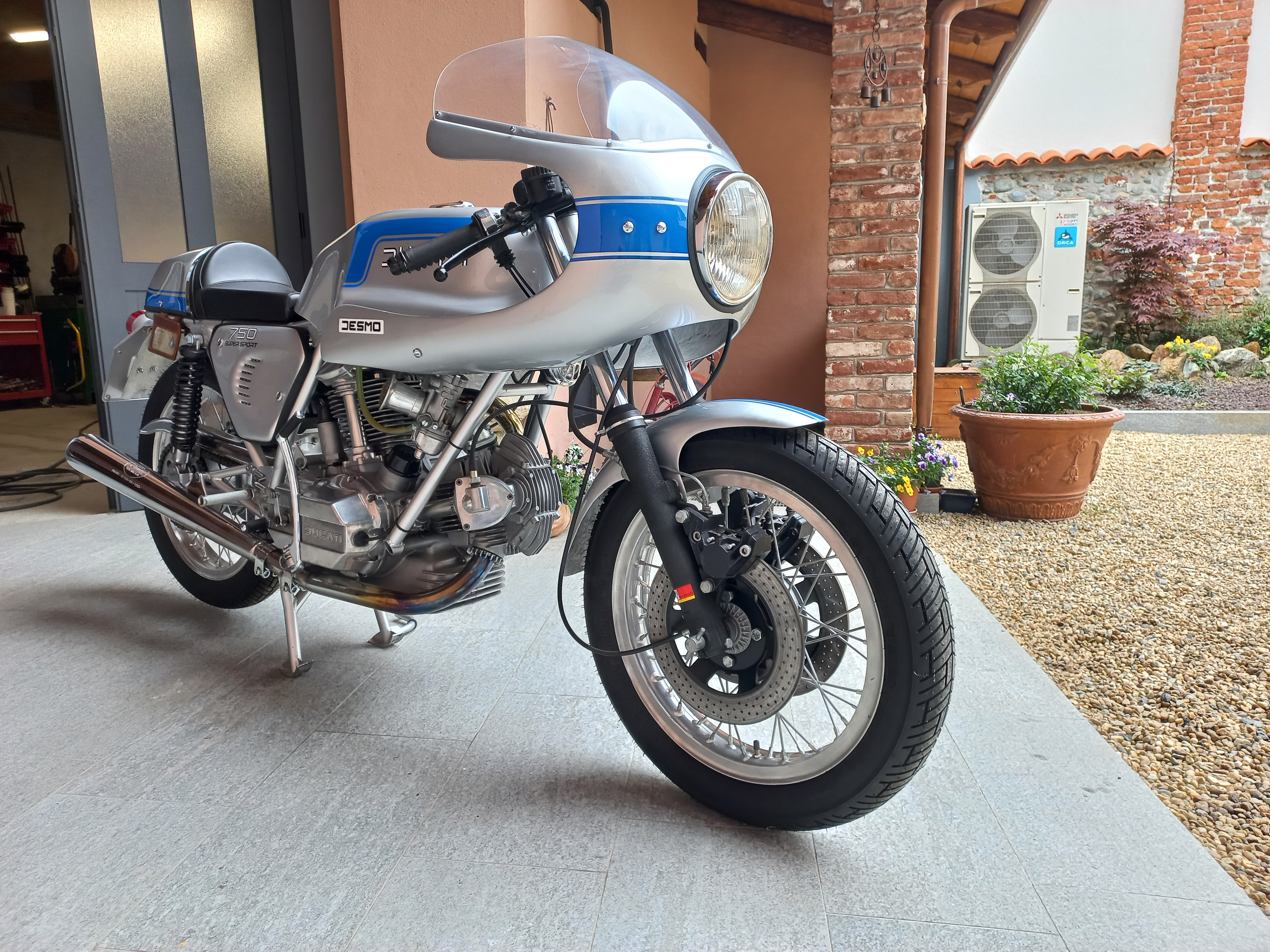
Raro modello del 1975

- 3ª serie (1976-1977) 510 esemplari con numeri di telaio compresi tra 75701 e 76210

Forma dei carter e colorazione sono uguali alla serie precedente. Cambia la forma del serbatoio, non più rastremata della parte posteriore, il fanale posteriore e le pedane in gomma anti-vibrazione.
Con poche eccezioni, i numeri di serie dei motori seguono generalmente di 70 unità quelli del telaio: ad esempio per il telaio n. 75500 il motore sarà n. 75570.

## La "750 SS" nei media
- Nel 2010 un esemplare della Ducati 750 SS è stato utilizzato in uno spot pubblicitario della Chanel, con alla guida l'attrice Keira Knightley.